# Télescope Faulkes sud
Le télescope Faulkes sud (en anglais Faulkes Telescope South) est installé à l'observatoire de Siding Spring en Nouvelle-Galles du Sud en Australie. C'est un télescope Ritchey-Chrétien de 2 m de diamètre, clone du télescope Liverpool installé à l'observatoire du Roque de los Muchachos. Il a été conçu pour être téléopéré dans le but de développer un intérêt pour la science parmi les jeunes. Il est supporté par une monture altazimutale.
Le télescope appartient et est géré par le LCOGT. Ce télescope et son jumeau, le Faulkes nord sont utilisés par des groupes de recherche et d'enseignement du monde entier. Le Faulkes Telescope Project (en) est l'un des organismes qui fournissent du temps d'observation (alloué par le LCOGT) pour des projets éducatifs dans les écoles britanniques. Le financement fut initialement couvert par des dons du philanthrope Dr. Martin C. Faulkes (en).
Le télescope Faulkes Sud a vu sa première lumière en 2004, avec une mise en service complète en 2006.

## Découvertes
2008 HJ est un petit astéroïde géocroiseur qui a l'époque de sa découverte était l'objet ayant la rotation la plus rapide du Système solaire.

## Observations
Le 4 mai 2007, la toute première observation d'un satellite d'Uranus passant devant un autre satellite fut faite par Marton Hidas et Tim Brown.
En 2013, il fut utilisé pour observer l'astéroïde géocroiseur 2013 XY8.
Fin mars 2020, la première observation terrestre de la comète C/2020 F3 est réalisée à l'aide du télescope Faulkes sud après sa détection par le télescope spatial NEOWISE.